# Microtritia fissurata
Microtritia fissurata är en kvalsterart som beskrevs av Johann Christian Friedrich Märkel 1968. Microtritia fissurata ingår i släktet Microtritia och familjen Euphthiracaridae. Inga underarter finns listade i Catalogue of Life.